# Leichtathletik-Länderkampf der Männer 1981 Großbritannien – BR Deutschland – Polen
| 7. Leichtathletik-Länderkampf mit bundesdeutscher Beteiligung 1981  | 7. Leichtathletik-Länderkampf mit bundesdeutscher Beteiligung 1981 |
| ------------------------------------------------------------------- | ------------------------------------------------------------------ |
|                                                                     |                                                                    |
| Ländervergleich der Männer: Großbritannien – BR Deutschland – Polen |                                                                    |
| Austragungsort                                                      | London                                                             |
| Wettbewerbe                                                         | 20                                                                 |
| Datum                                                               | 23./24. Juni                                                       |
| 1. FRG 2. POL 3. GBR                                                | 168 Punkte 136 Punkte 112 Punkte                                   |
| Chronik                                                             |                                                                    |
| ← URS-FRG 7kampf (F)                                                | GBR-FRG-POL (F) →                                                  |

Im siebten Vergleich des Länderkampfjahres 1981 gab es wieder einen Dreiländerkampf der Männer mit dem allgemeinen leichtathletischen Programm. Am 23./24. Juni trafen sich in London dazu Vertreter der drei Länder Großbritannien, Polen und Bundesrepublik Deutschland. Zuletzt waren sich die drei Länder 1979 begegnet, als mit der Schweiz noch ein vierter Teilnehmer mit vertreten war. Die Bundesrepublik hatte in diesem Aufeinandertreffen vor Polen und Großbritannien vorne gelegen.
Gegen Großbritannien hatte es zwölf vorangegangene Zweiländerkämpfe gegeben, die Bilanz lautete zehn zu zwei für die Bundesrepublik. Allerdings war das bundesdeutsche Team beim letzten Aufeinandertreffen 1977 nur mit einer Zweitbesetzung angetreten und hatte sich so geschlagen geben müssen.
Gegen das starke Team aus Polen hatten die bundesdeutschen Leichtathleten mit fünf zu acht bei einem Unentschieden eine negative Bilanz. Die Vergleiche 1974 und 1975 hatte die Bundesrepublik Deutschland für sich entschieden, doch im Vorjahr hatte wieder Polen gesiegt.
Auch die Frauen der drei Länder trugen zum selben Termin und am selben Ort einen eigenen Vergleich miteinander aus.

## Modus
Auf dem Programm standen die bei Länderkämpfen üblichen zwanzig Disziplinen. Die beiden Langstreckenläufe wurden wie schon fast üblich bei solchen Ländervergleichen gekürzt. Anstelle der Rennen über 5000 und 10.000 Meter wurden Läufe über 3000 und 5000 Meter ausgetragen. Aus dem olympischen Wettbewerbskatalog fehlten so nur der 10.000-Meter-Lauf, der Marathonlauf, die beiden Disziplinen im Straßengehen und der Zehnkampf. Am Start waren zwei Teilnehmer je Land und Wettbewerb. Die Wertung erfolgte nach folgendem System: In den Einzelläufen wurde Platz eins mit sieben Punkten belohnt, für Platz zwei gab es fünf Punkte, für Platz drei vier, für Platz vier drei Punkte usw. In den Staffeln wurde mit sieben zu vier zu zwei gepunktet.

## Ergebnis
In den Einzelläufen dominierte die bundesdeutsche Mannschaft sehr eindeutig. Sieben Rennen entschied das Team für sich, zwei davon mit Doppelerfolgen. Polen konnte zwei Disziplinen gewinnen, Großbritannien eine. Von den Staffeln ging eine an Polen, die andere an die Bundesrepublik. Nur im Bereich Sprung lagen die bundesdeutschen Leichtathleten nicht vorne. Hier verbuchten die Polen zwei Siege auf ihrem Konto, die Briten und die Deutschen kamen auf jeweils einen Disziplinerfolg. In der Kategorie Wurf/Stoß gewannen die bundesdeutschen Sportler alle vier Wettbewerbe, einen davon mit einem Doppelerfolg. Damit entschied die Bundesrepublik Deutschland diesen Dreiländerkampf eindeutig für sich. Mit 168 Punkten siegten sie vor Polen (136 Punkte) und Gastgeber Großbritannien (112 Punkte).

## Legende
Kurze Übersicht zur Bedeutung der Symbolik – so üblicherweise auch in sonstigen Veröffentlichungen verwendet:
| DNF | nicht im Ziel (did not finish) |
| DSQ | disqualifiziert                |
| NMH | keine Höhe (No Mark)           |

## Resultate

### 100 m
| Platz | Athlet               | Land | Zeit (s) |
| ----- | -------------------- | ---- | -------- |
| 1     | Marian Woronin       | POL  | 10,38    |
| 2     | Mike McFarlane       | GBR  | 10,53    |
| 3     | Marek Radtke         | POL  | 10,59    |
| 4     | Drew McMaster        | GBR  | 10,59    |
| 5     | Christian Zirkelbach | FRG  | 10,72    |
| 6     | Peter Klein          | FRG  | 10,75    |

Datum: 23. Juni

### 200 m
| Platz | Athlet           | Land | Zeit (s) |
| ----- | ---------------- | ---- | -------- |
| 1     | Marian Woronin   | POL  | 20,65    |
| 2     | Erwin Skamrahl   | FRG  | 20,91    |
| 3     | Harald Schmid    | FRG  | 20,93    |
| 4     | Mike McFarlane   | GBR  | 21,04    |
| 5     | Donovan Reid     | GBR  | 21,15    |
| 6     | Zenon Licznerski | POL  | 21,30    |

Datum: 24. Juni
Die Rückenwindunterstützung lag über dem erlaubten Limit von 2,0 m/s.

### 400 m
| Platz | Athlet          | Land | Zeit (s) |
| ----- | --------------- | ---- | -------- |
| 1     | Hartmut Weber   | FRG  | 45,27    |
| 2     | Steve Scutt     | GBR  | 46,28    |
| 3     | Garry Cook      | GBR  | 46,43    |
| 4     | Lothar Krieg    | FRG  | 46,56    |
| 5     | Andrzej Stępień | POL  | 46,91    |
| 6     | A. Michrowski   | POL  | 47,07    |

Datum: 23. Juni

### 800 m
| Platz | Athlet              | Land | Zeit (min) |
| ----- | ------------------- | ---- | ---------- |
| 1     | Willi Wülbeck       | FRG  | 1:48,42    |
| 2     | Chris McGeorge      | GBR  | 1:48,52    |
| 3     | Hans-Peter Ferner   | FRG  | 1:48,76    |
| 4     | Steve Cram          | GBR  | 1:48,81    |
| 5     | Stanisław Rzezmczak | POL  | 1.50,19    |
| 6     | Mirosław Żerkowski  | POL  | 1:51,38    |

Datum: 24. Juni

### 1500 m
| Platz | Athlet             | Land | Zeit (min) |
| ----- | ------------------ | ---- | ---------- |
| 1     | Thomas Wessinghage | FRG  | 3:43,43    |
| 2     | Uwe Becker         | FRG  | 3:43,76    |
| 3     | Mirosław Żerkowski | POL  | 3:43,98    |
| 4     | John Robson        | GBR  | 3:44,04    |
| 5     | Barry Smith        | GBR  | 3:45,59    |
| 6     | Leszek Witkowski   | POL  | 3:50,30    |

Datum: 23. Juni

### 3000 m
| Platz | Athlet           | Land | Zeit (min) |
| ----- | ---------------- | ---- | ---------- |
| 1     | Harald Hudak     | FRG  | 7:55,20    |
| 2     | Frank Zimmermann | FRG  | 7:56,11    |
| 3     | Roger Hackney    | GBR  | 7:57,89    |
| 4     | Geoff Smith      | GBR  | 7:58,09    |
| 5     | Jerzy Kowol      | POL  | 7:59,45    |
| 6     | Bogumil Kus      | POL  | 8:06,97    |

Datum: 23. Juni

### 5000 m
| Platz | Athlet          | Land | Zeit (min) |
| ----- | --------------- | ---- | ---------- |
| 1     | Christoph Herle | FRG  | 13:36,73   |
| 2     | David Clarke    | GBR  | 13:38,41   |
| 3     | Daniel Jańczuk  | POL  | 13:39,35   |
| 4     | Steve Jones     | GBR  | 13:41,23   |
| 5     | Ralf Salzmann   | FRG  | 13:49,52   |
| 6     | Bogusław Psujek | POL  | 13:55,88   |

Datum: 24. Juni

### 110 m Hürden
| Platz | Athlet             | Land | Zeit (s) |
| ----- | ------------------ | ---- | -------- |
| 1     | Mark Holtom        | GBR  | 13,63    |
| 2     | Romuald Giegiel    | POL  | 13,73    |
| 3     | Berwyn Price       | GBR  | 13,90    |
| 4     | Karl-Werner Dönges | FRG  | 14,01    |
| 5     | Hans-Gerd Klein    | FRG  | 16,81    |
| 6     | Jacek Rutkowski    | POL  | 24,00    |

Datum: 24. Juni
Die Rückenwindunterstützung lag über dem erlaubten Limit von 2,0 m/s.
Jacek Rutkowski stürzte, lief jedoch noch ins Ziel.

### 400 m Hürden
| Platz | Athlet             | Land | Zeit (s) |
| ----- | ------------------ | ---- | -------- |
| 1     | Harald Schmid      | FRG  | 48,67    |
| 2     | Gary Oakes         | GBR  | 50,47    |
| 3     | Ryszard Szparak    | POL  | 50,97    |
| 4     | Krysztof Weglarski | POL  | 51,20    |
| 5     | Bill Hartley       | GBR  | 51,49    |
| 6     | Wolfgang Richter   | FRG  | 51,92    |

Datum: 23. Juni

### 3000 m Hindernis
| Platz | Athlet              | Land | Zeit (min) |
| ----- | ------------------- | ---- | ---------- |
| 1     | Patriz Ilg          | FRG  | 8:25,99    |
| 2     | Bogusław Mamiński   | POL  | 8:27,09    |
| 3     | Krysztof Wesolowski | POL  | 8:31,62    |
| 4     | Eddie Wedderburn    | GBR  | 8:32,77    |
| DNF   | Paul Davies-Hale    | GBR  | gestürzt   |

Datum: 23. Juni
Deutschland stellte nur einen Teilnehmer.

### 4 × 100 m Staffel
| Platz | Besetzung      | Land                                                              | Zeit (s) |
| ----- | -------------- | ----------------------------------------------------------------- | -------- |
| 1     | Polen          |                                                                   | 39,45    |
| 2     | BR Deutschland | Christian Zirkelbach Richard Luxenburger Peter Klein Werner Zaske | 40,06    |
| DSQ   | Großbritannien |                                                                   |          |

Datum: 23. Juni

### 4 × 400 m Staffel
| Platz | Besetzung      | Land                                                     | Zeit (min) |
| ----- | -------------- | -------------------------------------------------------- | ---------- |
| 1     | BR Deutschland | Lothar Krieg Erwin Skamrahl Bernd Herrmann Hartmut Weber | 3:07,59    |
| 2     | Großbritannien |                                                          | 3:08,20    |
| 3     | Polen          |                                                          | 3:12,61    |

Datum: 24. Juni

### Hochsprung
| Platz | Athlet            | Land | Höhe (m) |
| ----- | ----------------- | ---- | -------- |
| 1     | Janusz Trzepizur  | POL  | 2,24     |
| 2     | Gerd Nagel        | FRG  | 2,21     |
| 3     | Krysztof Krawczyk | POL  | 2,21     |
| 4     | Dietmar Mögenburg | FRG  | 2,15     |
| 5     | Brian Burgess     | GBR  | 2,10     |
| 6     | Marc Naylor       | GBR  | 2,10     |

Datum: 24. Juni

### Stabhochsprung
| Platz | Athlet            | Land | Höhe (m) |
| ----- | ----------------- | ---- | -------- |
| 1     | Keith Stock       | GBR  | 5,55     |
| 2     | Tadeusz Ślusarski | POL  | 5,50     |
| 3     | Günther Lohre     | FRG  | 5,50     |
| 4     | Mariusz Klimczyk  | POL  | 5,40     |
| 5     | Brian Hooper      | GBR  | 5,20     |
| NMH   | Jürgen Winkler    | FRG  |          |

Datum: 24. Juni

### Weitsprung
| Platz | Athlet               | Land | Weite (m) |
| ----- | -------------------- | ---- | --------- |
| 1     | Andrzej Klimaszewski | POL  | 8,06      |
| 2     | Roy Mitchell         | GBR  | 7,97      |
| 3     | Stanisław Jaskulka   | POL  | 7,90      |
| 4     | Jens Knipphals       | FRG  | 7,84      |
| 5     | Joachim Busse        | FRG  | 7,76      |
| 6     | Colin Rattigan       | GBR  | 7,25      |

Datum: 24. Juni

### Dreisprung
| Platz | Athlet            | Land | Weite (m) |
| ----- | ----------------- | ---- | --------- |
| 1     | Peter Bouschen    | FRG  | 16,63     |
| 2     | Klaus Kübler      | FRG  | 16,36     |
| 3     | Zdzisław Sobora   | POL  | 16,29     |
| 4     | John Herbert      | GBR  | 16,03     |
| 5     | Zdzisław Hoffmann | POL  | 15,99     |
| 6     | Mike Makin        | GBR  | 15,62     |

Datum: 23. Juni

### Kugelstoßen
| Platz | Athlet                  | Land | Weite (m) |
| ----- | ----------------------- | ---- | --------- |
| 1     | Ralf Reichenbach        | FRG  | 20,27     |
| 2     | Mieczysław Kropelnicki  | POL  | 19,77     |
| 3     | Janusz Gassowski        | POL  | 18,55     |
| 4     | Claus-Dieter Föhrenbach | FRG  | 17,88     |
| 5     | Simon Rodhouse          | GBR  | 17,84     |
| 6     | Richard Slaney          | GBR  | 16,48     |

Datum: 23. Juni

### Diskuswurf
| Platz | Athlet             | Land | Weite (m) |
| ----- | ------------------ | ---- | --------- |
| 1     | Alwin Wagner       | FRG  | 65,38     |
| 2     | Stanisław Grabowki | POL  | 60,32     |
| 3     | Rolf Danneberg     | FRG  | 59,98     |
| 4     | Stanisław Wołodko  | POL  | 59,18     |
| 5     | Robert Weir        | GBR  | 57,76     |
| 6     | Richard Slaney     | GBR  | 55,18     |

Datum: 24. Juni

### Hammerwurf
| Platz | Athlet              | Land | Weite (m) |
| ----- | ------------------- | ---- | --------- |
| 1     | Klaus Ploghaus      | FRG  | 78,58     |
| 2     | Karl-Hans Riehm     | FRG  | 73,78     |
| 3     | Mariusz Tomaszewski | POL  | 71,74     |
| 4     | Robert Weir         | GBR  | 70,10     |
| 5     | Ireneusz Golda      | POL  | 69,56     |
| 6     | Martin Girvan       | GBR  | 68,20     |

Datum: 23. Juni

### Speerwurf
| Platz | Athlet           | Land | Weite (m) |
| ----- | ---------------- | ---- | --------- |
| 1     | Klaus Tafelmeier | FRG  | 86,90     |
| 2     | Dariusz Adamus   | POL  | 84,84     |
| 3     | David Ottley     | GBR  | 81,88     |
| 4     | Michał Wacławik  | POL  | 79,82     |
| 5     | Helmut Schreiber | FRG  | 78,78     |
| 6     | Steve Pearson    | GBR  | 71,54     |

Datum: 23. Juni